# Gentianella corymbosa
Gentianella corymbosa är en gentianaväxtart som först beskrevs av Carl Sigismund Kunth, och fick sitt nu gällande namn av Richard E. Weaver och Rudenberg. Gentianella corymbosa ingår i släktet gentianellor, och familjen gentianaväxter. Inga underarter finns listade i Catalogue of Life.